# Campionato europeo B di football americano Under-19 2022
Il campionato europeo B di football americano Under-19 2022 è stato la prima edizione del campionato europeo di football americano di secondo livello per squadre nazionali maschili Under-19.

## Stadi
Distribuzione degli stadi del campionato europeo B di football americano Under-19 2022
| Bologna                     | Complesso sportivo Cavina |
| Complesso sportivo Cavina   | Complesso sportivo Cavina |
| 44°31′24.63″N 11°16′08.22″E | Complesso sportivo Cavina |
| Capacità:                   | Complesso sportivo Cavina |
| Altitudine:                 | Complesso sportivo Cavina |
|                             | Complesso sportivo Cavina |

## Squadre partecipanti
| Pr. | Squadra       | Data di qualificazione | Qualificata in quanto                 | Ultima partecipazione |
| --- | ------------- | ---------------------- | ------------------------------------- | --------------------- |
| 1   | Finlandia     | 29 luglio 2019         | Quinta classificata all'Europeo 2019  | Italia 2019           |
| 2   | Spagna        | 29 luglio 2019         | Sesta classificata all'Europeo 2019   | Italia 2019           |
| 3   | Italia        | 29 luglio 2019         | Settima classificata all'Europeo 2019 | Italia 2019           |
| 4   | Gran Bretagna |                        |                                       | Gran Bretagna 2002    |

## Tabellone
|  | Semifinali | Semifinali    | Semifinali |        |    | Finale               | Finale               | Finale               |  |
|  |            |               |            |        |    |                      |                      |                      |  |
|  | 1          | Finlandia     | 22         |        |    |                      |                      |                      |  |
|  | 1          | Finlandia     | 22         |        |    |                      |                      |                      |  |
|  | 4          | Gran Bretagna | 11         |        |    |                      |                      |                      |  |
|  | 4          | Gran Bretagna | 11         |        | 1  | Finlandia            | 33                   |                      |  |
|  |            |               |            |        | 1  | Finlandia            | 33                   |                      |  |
|  |            |               | 3          | Italia | 23 |                      |                      |                      |  |
|  | 2          | Spagna        | 3          | Italia | 23 | 0                    |                      |                      |  |
|  | 2          | Spagna        |            |        |    | 0                    |                      |                      |  |
|  | 3          | Italia        | 24         |        |    | Finale 3º - 4º posto | Finale 3º - 4º posto | Finale 3º - 4º posto |  |
|  | 3          | Italia        | 24         |        |    |                      |                      |                      |  |
|  |            |               |            |        |    |                      |                      |                      |  |
|  |            |               |            |        |    | 4                    | Gran Bretagna        | 28                   |  |
|  |            |               |            |        |    | 4                    | Gran Bretagna        | 28                   |  |
|  |            |               |            |        |    | 2                    | Spagna               | 14                   |  |

## Risultati

### Semifinali
| Bologna 6 luglio 2022, ore 15:00 | Finlandia | 22 – 11 (13-3 2-0 0-8 9-0) referto | Gran Bretagna | Complesso sportivo Cavina |

| Bologna 6 luglio 2022, ore 20:30 | Spagna | 0 – 24 (0-6 0-8 0-7 0-3) referto | Italia | Complesso sportivo Cavina |

### Finale 3º - 4º posto
| Bologna 9 luglio 2022, ore 15:00 | Spagna | 14 – 28 (0-7 7-6 0-15 7-0) referto | Gran Bretagna | Complesso sportivo Cavina |

### Finale
| Bologna 9 luglio 2022, ore 20:30 | Finlandia | 33 – 23 (7-7 13-3 7-7 6-6) referto | Italia | Complesso sportivo Cavina |

## Verdetti
| Vincitore del campionato europeo B Under-19 2022 Finlandia (1º titolo) Spagna retrocessa nel Campionato europeo C di football americano Under-19 2023. |

## Marcatori
| Giocatore               | Sq.           | TD rush | TD recv | TD int | TD p.ret | TD k.ret | TD oth | Xp1 | Xp2 | FG | Saf | Totale |
| ----------------------- | ------------- | ------- | ------- | ------ | -------- | -------- | ------ | --- | --- | -- | --- | ------ |
| Petrillo                | Italia        | 0       | 2       | 0      | 0        | 0        | 0      | 1   | 0   | 2  | 0   | 19     |
| Eerola                  | Finlandia     | 0       | 2       | 0      | 1        | 0        | 0      | 0   | 0   | 0  | 0   | 18     |
| Harris                  | Gran Bretagna | 0       | 2       | 0      | 0        | 0        | 0      | 0   | 1   | 0  | 0   | 14     |
| Garcia-Valcarcel Patiño | Spagna        | 0       | 2       | 0      | 0        | 0        | 0      | 0   | 0   | 0  | 0   | 12     |
| Pajarinen               | Finlandia     | 2       | 0       | 0      | 0        | 0        | 0      | 0   | 0   | 0  | 0   | 12     |
| Bindini                 | Italia        | 0       | 1       | 0      | 0        | 0        | 0      | 0   | 1   | 0  | 0   | 8      |
| Birks                   | Gran Bretagna | 1       | 0       | 0      | 0        | 0        | 0      | 0   | 0   | 0  | 0   | 6      |
| Buckland                | Gran Bretagna | 0       | 1       | 0      | 0        | 0        | 0      | 0   | 0   | 0  | 0   | 6      |
| Carboni                 | Italia        | 1       | 0       | 0      | 0        | 0        | 0      | 0   | 0   | 0  | 0   | 6      |
| Formosa                 | Italia        | 0       | 1       | 0      | 0        | 0        | 0      | 0   | 0   | 0  | 0   | 6      |
| Gbenla                  | Gran Bretagna | 1       | 0       | 0      | 0        | 0        | 0      | 0   | 0   | 0  | 0   | 6      |
| Kasinen                 | Finlandia     | 1       | 0       | 0      | 0        | 0        | 0      | 0   | 0   | 0  | 0   | 6      |
| Tavasti                 | Finlandia     | 1       | 0       | 0      | 0        | 0        | 0      | 0   | 0   | 0  | 0   | 6      |
| Tuominen                | Finlandia     | 0       | 1       | 0      | 0        | 0        | 0      | 0   | 0   | 0  | 0   | 6      |
| Zanovello               | Italia        | 0       | 1       | 0      | 0        | 0        | 0      | 0   | 0   | 0  | 0   | 6      |
| Aubrey-Williams         | Gran Bretagna | 0       | 0       | 0      | 0        | 0        | 0      | 2   | 0   | 1  | 0   | 5      |
| Mäki-Maunus             | Finlandia     | 0       | 0       | 0      | 0        | 0        | 0      | 5   | 0   | 0  | 0   | 5      |
| Álvarez Gallardo        | Spagna        | 0       | 0       | 0      | 0        | 0        | 0      | 2   | 0   | 0  | 0   | 2      |
| Girardi                 | Italia        | 0       | 0       | 0      | 0        | 0        | 0      | 2   | 0   | 0  | 0   | 2      |
| Team                    | Finlandia     | 0       | 0       | 0      | 0        | 0        | 0      | 0   | 0   | 0  | 1   | 2      |
| Team                    | Gran Bretagna | 0       | 0       | 0      | 0        | 0        | 0      | 0   | 0   | 0  | 1   | 2      |

- Miglior marcatore: Petrillo ( Italia), 19